# The Stone Pony

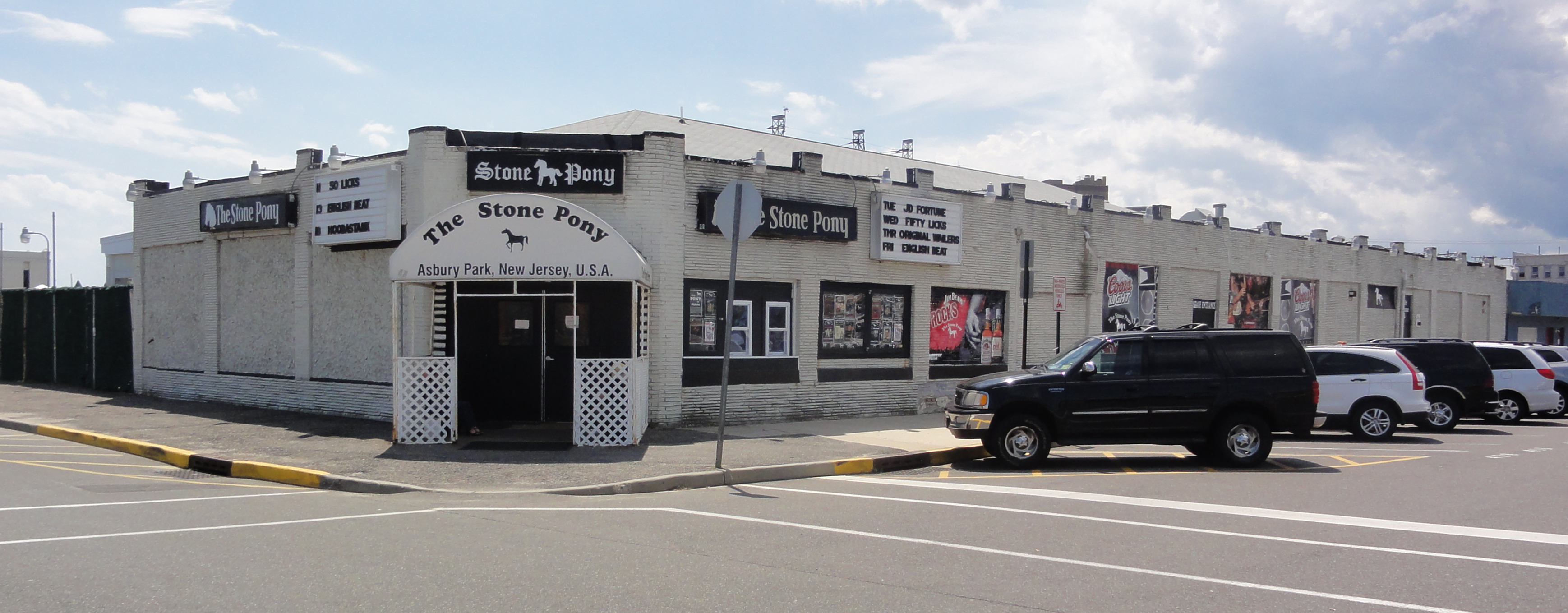
The Stone Pony 2012.

The Stone Pony är en musikklubb i Asbury Park, New Jersey i USA. The Stone Pony öppnades 1974 och är kanske mest känd för artisten Bruce Springsteen.